# Панов, Владислав Викторович
Владисла́в Ви́кторович Пано́в (26 июля 1973, Липецк, РСФСР — 4 октября 1993, Москва, Российская Федерация) — российский военнослужащий, снайпер-разведчик 119-го гвардейского парашютно-десантного полка, гвардии рядовой. Герой Российской Федерации (1993).

## Биография
Окончил профессиональное училище № 6 города Липецка.
В октябре 1993 года Владислав Панов в составе своего парашютно-десантного полка участвовал в событиях 3—4 октября в Москве.
По официальной версии, 4 октября 1993 года рядовой Панов, поражая огневые точки противника во время обстрела Белого дома, не успел укрыться и был убит из 30-мм пушки БТРа дивизии им. Дзержинского, которым командовал майор Сергей Грицюк. Причиной тому стала несогласованность силовых структур, штурмующих здание парламента, а также ошибочное сообщение о переходе 119-го полка на сторону защитников Белого дома.
Указом Президента России Бориса Ельцина от 7 октября 1993 года рядовому Владиславу Панову посмертно присвоено звание Героя Российской Федерации, с формулировкой «за мужество и героизм, проявленные при выполнении специального задания».

## Награды
- Герой Российской Федерации (7 октября 1993 года)[5]

## Память
- В 2005 году на здании профессионального училища № 2 города Липецка (в прошлом — профессиональное училище № 6) была укреплена мемориальная доска героя России Панова Владислава Викторовича, выпускника профессионального училища № 6, погибшего во время штурма Белого дома[6].